# قنطيون رقيق
قنطيون رقيق (الاسم العلمي:Canthium mite) هو نوع من النباتات يتبع جنس القنطيون من الفصيلة الفوية.